# (116) Sirona
(116) Sirona es un asteroide perteneciente al cinturón de asteroides descubierto el 8 de septiembre de 1871 por Christian Heinrich Friedrich Peters desde el observatorio Litchfield de Clinton, Estados Unidos.
Está nombrado por Sirona, una diosa de la mitología celta.

## Características orbitales
Sirona orbita a una distancia media de 2,766 ua del Sol, pudiendo alejarse hasta 3,159 ua. Tiene una excentricidad de 0,1418 y una inclinación orbital de 3,563°. Emplea en completar una órbita alrededor del Sol 1680 días.